# High Fidelity Inc.
High Fidelity Inc. é uma empresa privada com sede em São Francisco.

## Empresa
High Fidelity foi fundada em abril de 2013, através do fundador do Second Life e ex-CEO da Linden Lab Philip Rosedale, junto com Ryan Downe e Freidrica Heiberger. A empresa foi formada para criar a próxima geração da plataforma de realidade virtual social. High Fidelity Inc. levantou 2,4 milhões de dólares no início de 2013, através da True Ventures e Google Ventures. Em 2015, High Fidelity levantou um adicional de 11 milhões de dólares da Vulcan Capital.

## Produtos
High Fidelity, oferece uma plataforma para que os usuários criam e implantam mundos virtuais, exploram e interajam juntos. O software é gratuito e de código aberto, e suporta o Oculus Rift (DK2 e CV1) e o HTC Vive.
Em 27 de abril de 2016, High Fidelity entrou em open beta.

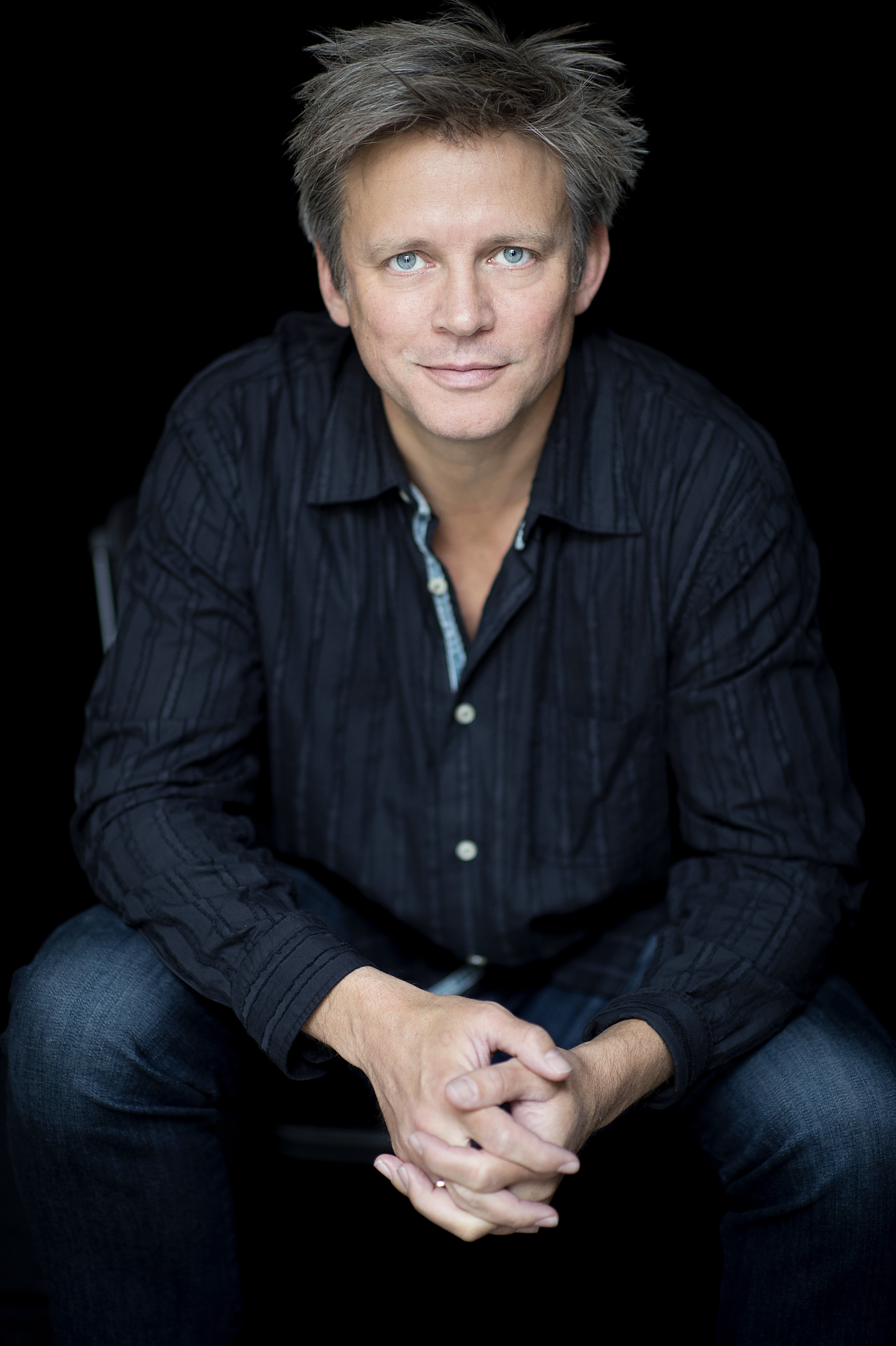
Philip Rosedale